# 카스텔리노델비페르노
카스텔리노델비페르노(이탈리아어: Castellino del Biferno)는 이탈리아 몰리세주 캄포바소도의 코무네다. 캄포바소로부터 북동쪽 15km 거리에 있다.